# La Drenne
La Drenne es una comuna nueva francesa situada en el departamento de Oise, de la región de Alta Francia.

## Historia
Fue creada el 1 de enero de 2017, en aplicación de una resolución del prefecto de Oise de 27 de mayo de 2016 con la unión de las comunas de La Neuville-d'Aumont, Le Déluge y Ressons-l'Abbaye, pasando a estar el ayuntamiento en la antigua comuna de Le Déluge.

## Demografía
| Gráfica de evolución demográfica de La Drenne entre 1800 y 2013 |
|                                                                 |

Los datos entre 1800 y 2013 son el resultado de sumar los parciales de las tres comunas que forman la nueva comuna de La Drenne, cuyos datos se han cogido de 1800 a 1999, para las comunas de La Neuville-d'Aumont, Le Déluge y Ressons-l'Abbaye de la página francesa EHESS/Cassini. Los demás datos se han cogido de la página del INSEE.

## Composición
| Comuna delegada      | Código INSEE | Población (2013) | Superficie (km²) | Densidad (hab./km²) |
| -------------------- | ------------ | ---------------- | ---------------- | ------------------- |
| La Neuville-d'Aumont | 60453        | 302              | 4.75             | 64                  |
| Le Déluge            | 60196        | 512              | 3.69             | 139                 |
| Ressons-l'Abbaye     | 60532        | 112              | 5.43             | 21                  |